# Eugalta pilosa
Eugalta pilosa là một loài tò vò trong họ Ichneumonidae.